# Lammetjie Luyt
Frederick Pieter Luyt, plus connu comme  Lammetjie Luyt, né le 26 février 1888 à Ceres (Afrique du Sud), décédé le 6 juin 1965 au Cap, est un joueur de rugby à XV qui a joué avec l'équipe d'Afrique du Sud. Il évoluait au poste de demi d'ouverture.

## Biographie
Il a disputé son premier test match le 6 août 1910 contre l'équipe des Lions britanniques. Il joua son dernier test match contre les Anglais le 4 janvier 1913. Il participe au fameux grand Chelem des Springboks contre les nations britanniques et irlandaise en 1912-1913 jouant les 4 rencontres. L'Afrique du Sud l'emporte sur l'Écosse 16-0. Il participe ensuite à la victoire contre l'Irlande 38-0 puis à celle sur le pays de Galles 3-0. En 1913 l'Afrique du Sud achève le Grand Chelem en gagnant l'Angleterre 9-3. Il inscrit 2 essais contre les Lions Britanniques, 1 transformation contre les Irlandais. Il a évolué avec la Western Province avec qui il dispute la Currie Cup. 

## Statistiques en équipe nationale
- 7 test matchs avec l'équipe d'Afrique du Sud
- 2 essais, 1 transformation, 8 points
- Test matchs par année : 3 en 1910, 3 en 1912, 1 en 1913
- Grand Chelem